# Leigh-Ann Naidoo
Leigh-Ann Naidoo (Durban, 12 de julio de 1976) es una jugadora de voleibol de playa y activista sudafricana.

## Trayectoria
En 1999, Naidoo comenzó su carrera en el Circuito Mundial de Voleibol de Playa en el Abierto Acapulco de Juárez junto a Alena Schurkova. En la temporada 2004, compitió junto con Julia Willand y participó en los Juegos Olímpicos de Atenas 2004.
Es abiertamente lesbiana y en 2006 se convirtió en embajadora y oradora principal de los Gay Games, en Chicago.
En 2016, participó en el Barco de mujeres a Gaza, un intento de romper el bloqueo marítimo de Israel a la Franja de Gaza. Las autoridades israelíes la detuvieron, la procesaron y la devolvieron a Sudáfrica al día siguiente.